# Hernán Contreras
Hernán Contreras Stoltze (Santiago, 12 de marzo de 1988) es un actor chileno.

## Biografía
Cursó sus estudios en el Campvs College en Providencia. Posteriormente ingresó a la Facultad de Comunicaciones de Duoc UC para estudiar Artes escénicas, egresando en 2010.
Fue contratado por Televisión Nacional (TVN) y su debut fue en la telenovela de 2011 Aquí mando yo, donde interpretó a Cristián Grez. En 2013, se integró al elenco de Mamá mechona de Canal 13.

## Filmografía
| Año       | Título               | Papel             | Notas        |
| --------- | -------------------- | ----------------- | ------------ |
| 2011–2012 | Aquí mando yo        | Cristián Grez     |              |
| 2013      | Dos por uno          | Marcos Barrientos |              |
| 2014      | Mamá mechona         | Sebastián Mora    |              |
| 2014–2015 | Chipe libre          | Germán Hernández  | 4 episodios  |
| 2016      | Veinteañero a los 40 | Gabriel Toro      |              |
| 2017      | Verdades ocultas     | Emilio Velásquez  | 9 episodios  |
| 2018      | Dime quién fue       | Diego Montero     | 10 episodios |
| 2018–2019 | Pacto de sangre      | Alonso Errázuriz  |              |
| 2019–2020 | Yo soy Lorenzo       | Francisco Baeza   |              |
| 2022      | Amar profundo        | Cristóbal Urrutia |              |
| 2024      | Secretos de familia  | Enzo Zúñiga       |              |

### Series y unitarios
| Año  | Título              | Papel                | Notas       |
| ---- | ------------------- | -------------------- | ----------- |
| 2017 | Santiago paranormal | Tomás Echenique      | 1 episodio  |
| 2020 | Helga y Flora       | David Acevedo        | Antagonista |
| 2023 | La vida de nosotras | Martín Pradenas Dürr | Antagonista |

### Programas de televisión
- Calle 7 (TVN, 2011) - Invitado
- Mujeres Primero (La Red, 2012) - Invitado
- No eres tú, soy yo (Zona Latina, 2012) - Invitado
- Aquí se baila 3 (Canal 13, 2023) - Participante

## Teatro
- Un hombre por catálogo (2009)
- Creación colectiva (2010)
- Los Fortuna (2010)
- Vitae (2012)
- La otra gaviota (2012)
- Convergüenza (2012)
- Y un día Nico se fue (2019)
- Sueños de una noche de verano (2019)